# かけがえのない世界
「かけがえのない世界」（かけがえのないせかい）は、平手友梨奈の楽曲。2021年9月24日にSony Recordsから2作目の配信限定シングルとして配信リリースされた。

## 概要
- 前作『ダンスの理由』から約9か月振りのリリース。
- 2021年7月10日、同月14日放送のフジテレビ系音楽番組『2021 FNS歌謡祭 夏』に自身が出演し本曲を初披露することを発表[5]。同発表と同時に本曲の存在も解禁された。
- 同年7月14日、前述の通り『2021 FNS歌謡祭 夏』にて本曲を初披露した[6]。
- 同年8月30日、本作のリリースとジャケットアートワークが解禁された[7]。
- 前作に引き続き、平手自身が作曲に参加している[6]。

## チャート成績
- 初日5,236ダウンロードを記録し、2021年9月24日付オリコン「デイリー デジタルシングル（単曲）ランキング」にて初登場2位を獲得した[1]。
- 初週7,133ダウンロードを記録し、2021年10月4日付オリコン「週間 デジタルシングル（単曲）ランキング」にて週間4位を獲得した[2]。

## 収録内容
| #         | タイトル               | 作詞      | 作曲                         | 編曲             | 時間 |
| --------- | ---------------------- | --------- | ---------------------------- | ---------------- | ---- |
| 1.        | 「かけがえのない世界」 | 秋元康    | 平手友梨奈、辻村有記、伊藤賢 | 辻村有記、伊藤賢 | 3:56 |
| 合計時間: | 合計時間:              | 合計時間: | 合計時間:                    | 合計時間:        | 3:56 |

## クレジット
- Choreographer：AmamiQueen、MONA[8]
- Choreographer assistant：あいちょん[8]
- Dancer：A-G、GEN-Z、koji a.k.a primo、康壽、TAKUTO、BELL、RIKIYA、Riko[8]
- CostumeDesign&Stylist：Tsuyoshi Takahashi（Decoration）[8]
- Stylist assistant：Kasumi Kishi、Natsumi Ishikawa、Nene Yamazaki[8]
- HairMake：Mao（MAXSTAR）[8]